# روستاليزبيتز
روستاليزبيتز (بالإنجليزية: Rosställispitz)‏ هو أحد جبال سلسلة جبال الألب سيلفريتا ويقع في كانتون غراوبوندن في سويسرا. يحتل المرتبة رقم 237 في قائمة جبال سويسرا من حيث الارتفاع، إذ يبلغ ارتفاعه حوالي 2929 متر، بينما يبلغ ارتفاع نتوء الجبل 368 متر.